# Respect
Pour les articles homonymes, voir Respect (homonymie).

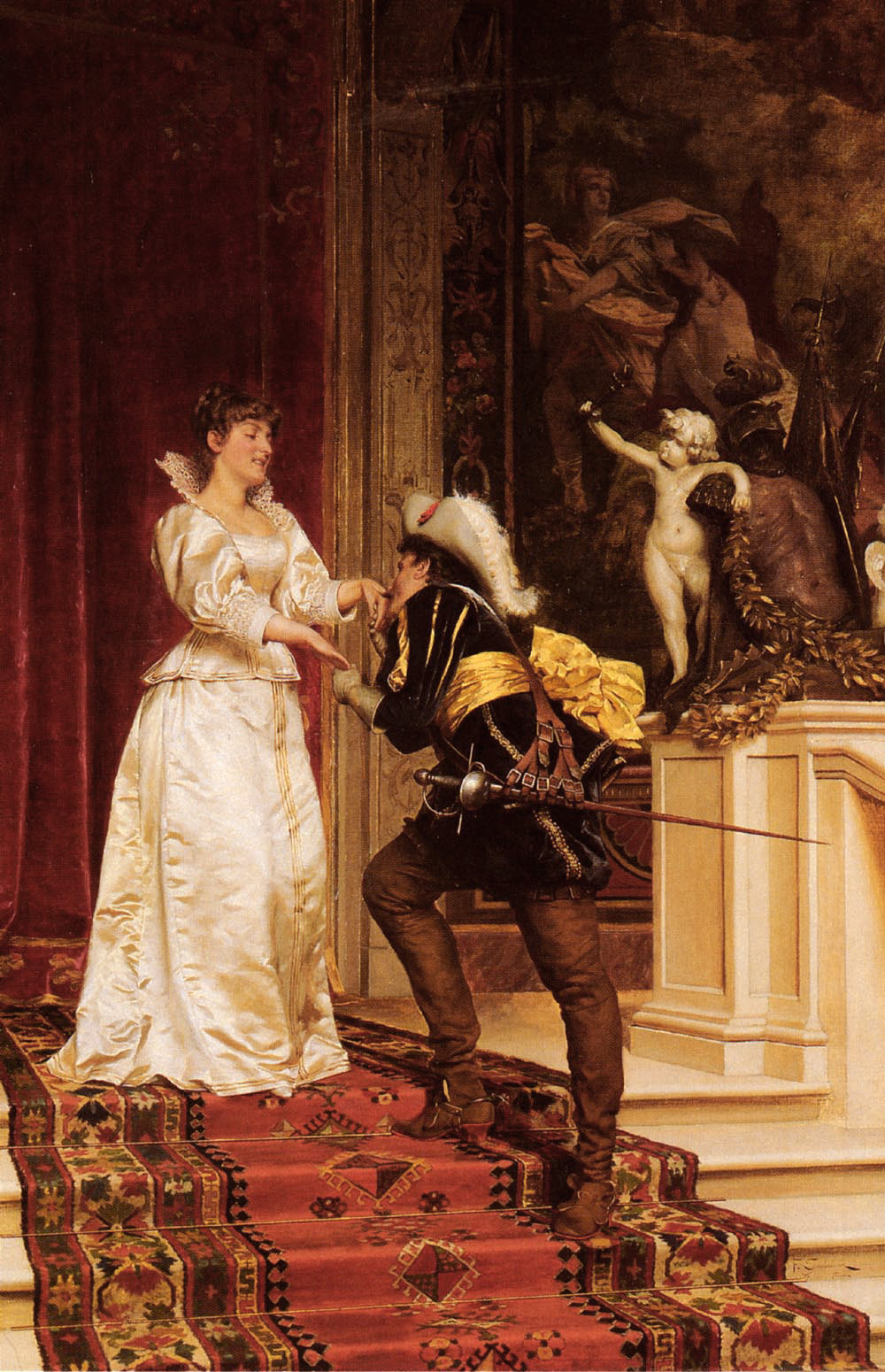
Geste de respect de courtoisie (tableau de Frédéric Soulacroix)

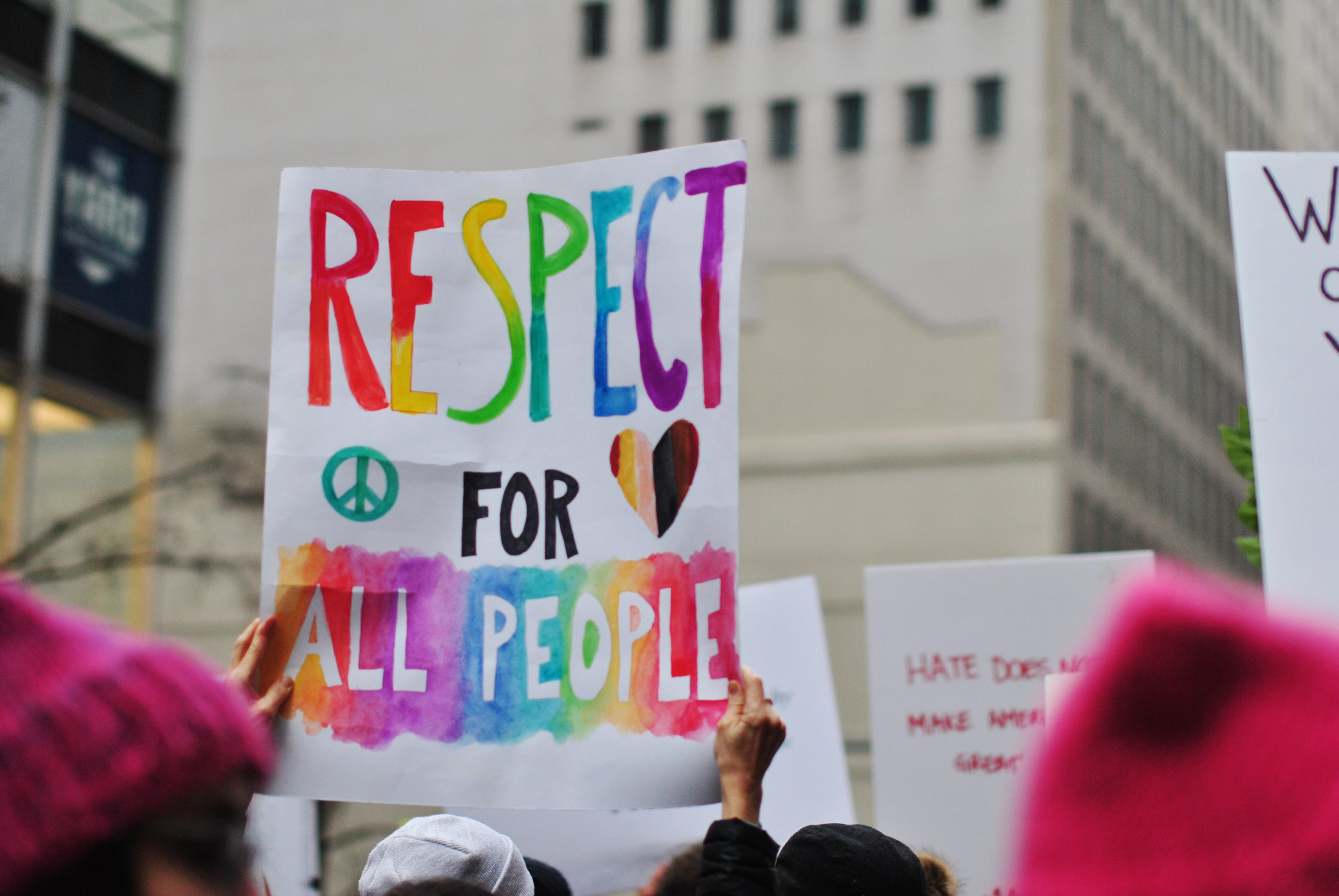
Manifestant brandissant une pancarte avec le mot « respect » (New-York, USA, 2017)

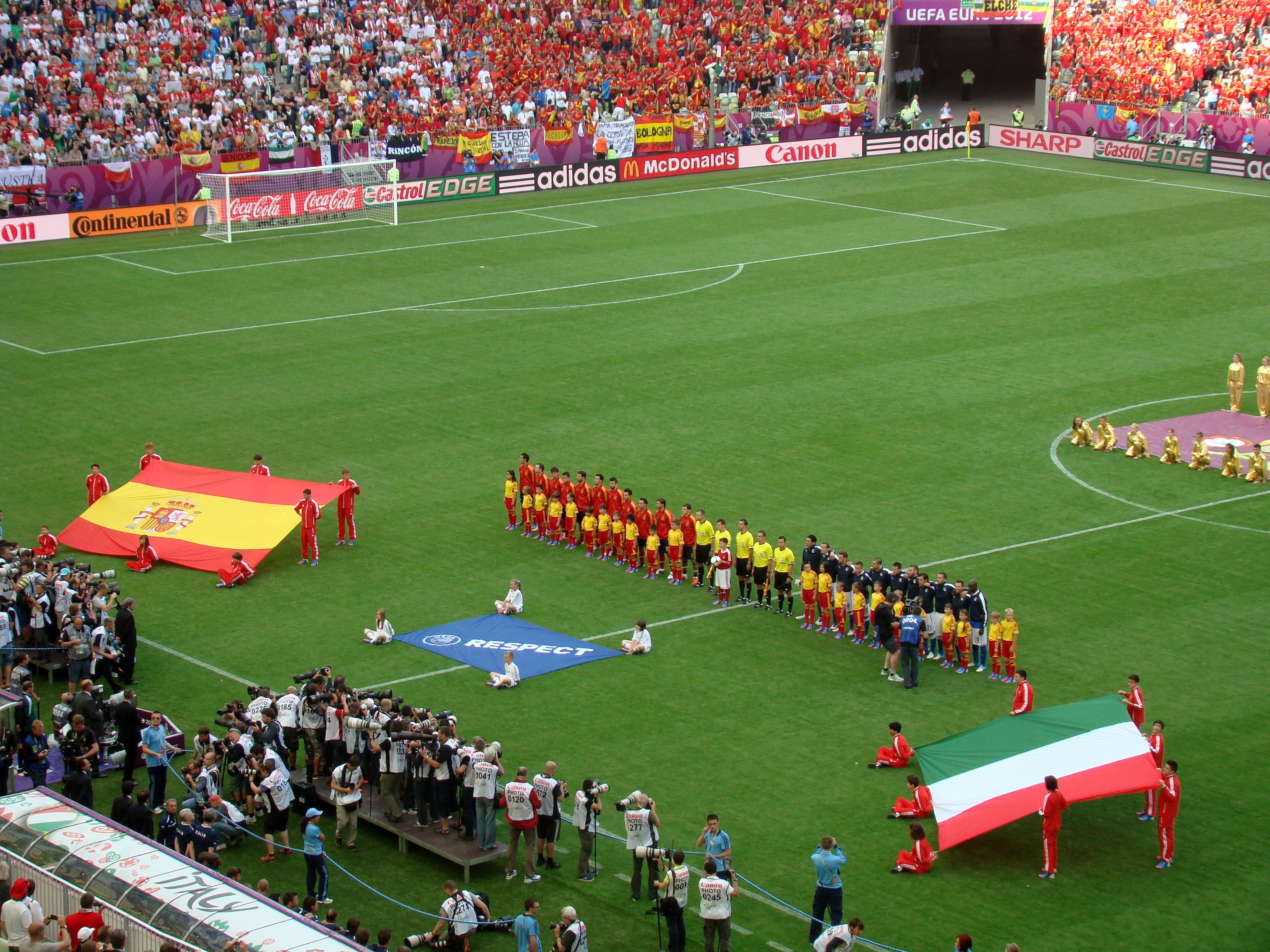
Pancarte "Respect" lors de la cérémonie de présentation des équipes d'un match de football (Pologne, 2012)

Le respect consiste à prendre en considération une personne dans sa dignité. On parle alors de respect des Droits de l'homme.
Le respect évoque aussi dans une définition restreinte, l'aptitude à réaliser une promesse engagée, un contrat ou les règles d'un jeu. Respecter est alors synonyme de tenir sa promesse, de satisfaire aux conditions du contrat, ou de se conformer aux règles du jeu.
Le respect, appliqué à un être humain, prend un sens plus proche de l'estime, et s'appuie sur l'aptitude à se remémorer les actes auparavant accomplis par ce même être humain, lorsque ceux-ci sont dignes d'être reconnus. Le respect ne doit pas être confondu avec la tolérance, car celle-ci n'a pas les mêmes motifs, et contrairement au respect, elle n'est pas incompatible avec le mépris.

## Définition et étymologie

### Définition
Selon différents dictionnaires de langue française, le mot « respect » est défini comme un « sentiment de considération » vis-à-vis d'un tiers. Le sentiment peut entrainer des égards particuliers liés à l'âge, la position sociale, voire de grandes qualités ou des mérites.

### Étymologie
« Respect » est un nom masculin provenant du latin respectus, signifiant « égard, considération » et dérivé de respicere signifiant « regarder en arrière, derrière soi ». Ce dernier mot est formé sur l'infinitif de spectare signifiant « regarder » avec le préfixe re exprimant le retour en arrière, la répétition (voir l'article respect, sur le site du wiktionnaire.)
L'étymologie du terme existe dans d'autres mots de la langue française, issus notamment des adjectifs « respectif », « respectueux » et « respectables ».

## Approche historique
Même si l'acteur et réalisateur britannique Charlie Chaplin a pu déclarer que, selon lui, « à aucun moment de l'histoire, le respect humain n'a brillé d'un très vif éclat », on peut cependant lier l'origine du respect dans la pratique des bonnes manières et dans la mise en application d'un certain devoir religieux.

### L'Antiquité

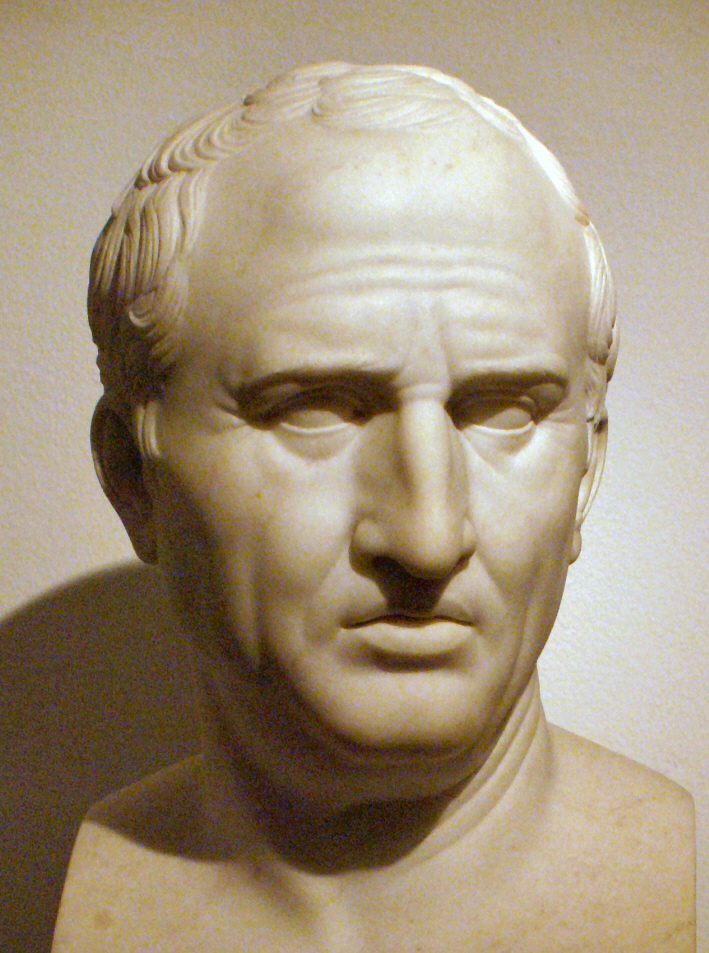
Cicéron

En 435 av. J.-C., le philosophe Socrate rappelle à ses disciples les règles de bienséance dans les réunions où le vin et la fête peuvent entraîner des excès de comportement et de langage. Quatre siècles plus tard, l'homme d'État romain Cicéron fait l’éloge de la civilité dans son Traité des devoirs adressé à son fils Marcus.

### Le Moyen Âge
Le respect du dogme
Durant le Moyen Âge, l'église catholique romaine veille au respect du dogme qui est l'expression de la foi proclamée solennellement par celle-ci. Malgré l'usage du mot respect ou peut-être même au nom de celui-ci, la tradition pousse les chrétiens défenseurs de l'autorité papale à combattre les hérétiques, allant donc dans le sens contraires des notions modernes du respect de la pensée ou de la croyance des autres.
L'amour courtois
Parfois interprété comme l’attitude à tenir entre homme et femme de la bonne société, l'amour courtois a donné naissance à une tradition très répandue dans l'Europe médiévale, d'abord en Occitanie puis dans les pays de langue d'oïl, à compter du XIIe siècle grâce à l'influence de protectrices comme Aliénor d'Aquitaine et Marie de France, comtesse de Champagne, mécène de Chrétien de Troyes.

### Le siècle des Lumières
L'Encyclopédie
Éditée en France, entre 1722 et 1745, l'Encyclopédie de Diderot et d'Alembert présente le respect comme « l'aveu de la supériorité de quelqu'un » et définit deux sortes de respect, « celui qu’on doit au mérite, et celui qu’on rend aux places, à la naissance ».
Le concept de respect s'applique à l'évocation des Droits de l'homme[réf. nécessaire].

## Approche philosophique et éthique

### Philosophie du respect

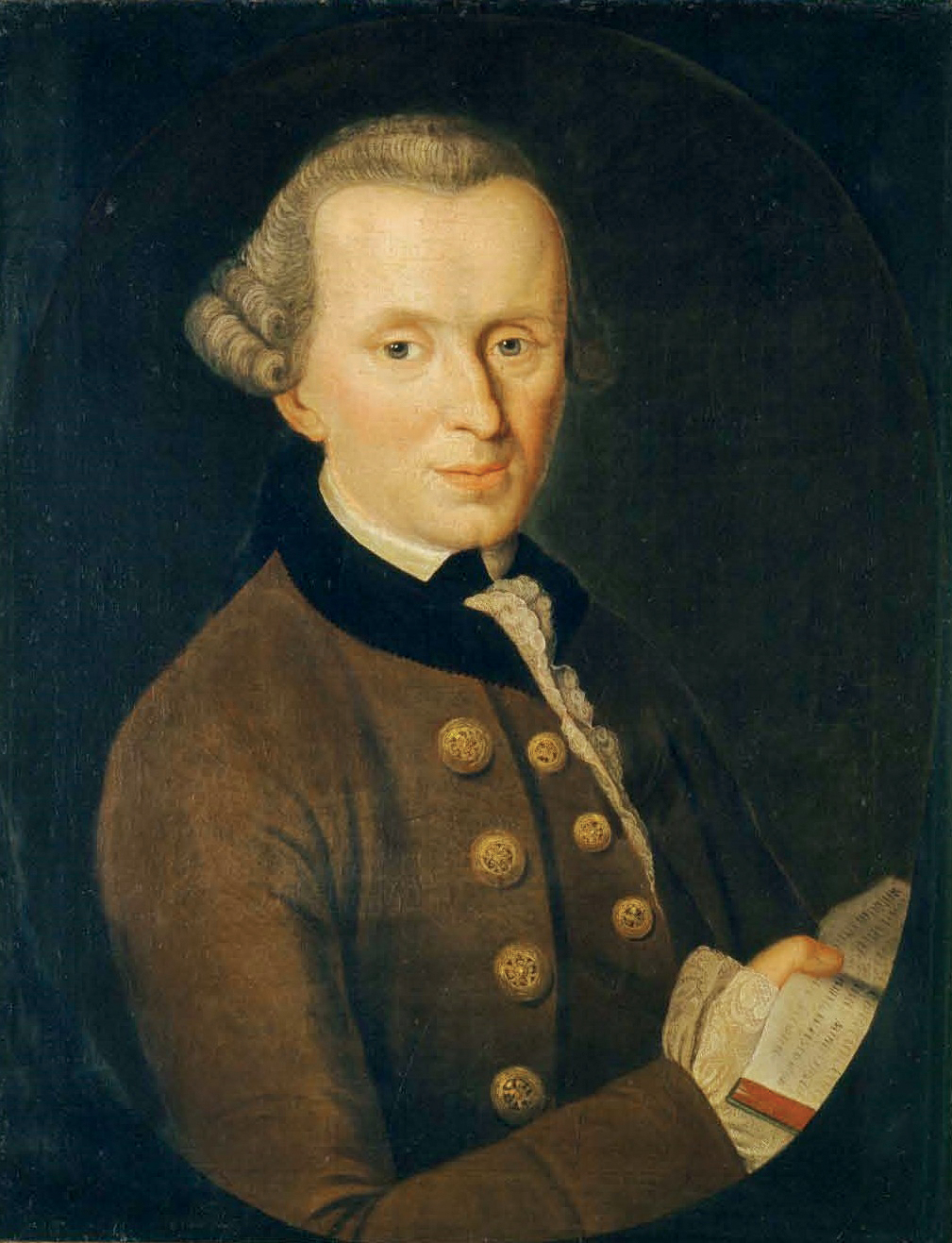
Emmanuel Kant

Le philosophe allemand Emmanuel Kant écrit dans son ouvrage philosophique Critique de la raison pratique ; « le respect s’applique toujours uniquement aux personnes, jamais aux choses », indiquant ainsi que le respect est une notion humaine ne s'appliquant qu'aux êtres humains. Dans le même ouvrage, paraphrasant le philosophe français Fontenelle qui sépare l'attitude respectueuse due au rang à la réalité du respect face au mérite, Kant écrit également : « Devant un homme de condition inférieure, roturière et commune, en qui je perçois une droiture de caractère portée à un degré que je ne me reconnais pas à moi-même, mon esprit s’incline, que je le veuille ou non, et si haut que j’élève la tête pour ne pas lui laisser oublier ma supériorité ».
Cette vision des deux formes de respect existait déjà chez le Français Blaise Pascal qui séparait les « respects naturels » et les « respects d'établissement ».
Dans un de ses carnets autobiographiques publiés après sa mort, le philosophe français Albert Camus écrit cette phrase : « Rien n'est plus méprisable que le respect fondé sur la crainte », donnant ainsi au respect d'établissement, si cher à Pascal, un aspect moins digne et paradoxalement « moins respectable ».

### Le respect, une valeur éthique?
L’éthique est une discipline philosophique portant sur les jugements de valeur et regroupe un ensemble de règles qui se différencient des règles juridiques, mais qui peuvent néanmoins les compléter.
Le « respect des valeurs » et le « respect de l'autre », sont des notions qui semblent se rattacher à une valeur éthique fondamentale si ce n'est qu'il existe selon les civilisations, les sociétés, voire les groupes sociaux qui la constituent des échelles de valeurs différentes. Par exemple, les rapports sociaux, notamment au niveau sexuel, ont choqué plus d'un explorateur européen venu à la rencontre des peuples autochtones de l'Arctique et du Grand Nord.
Selon l'historien français Philippe Boutry, auteur de l'article sur le respect humain, paru dans une publication de l'école française de Rome, « les morales du Grand Siècle trouveraient difficilement preneur dans la dernière décennie du XXe siècle ».

### Le respect humain
Le trésor de la langue française informatisé définit le respect humain comme : « Crainte du jugement des hommes, attitude qui conduit à adopter des comportements conformistes dans la crainte de choquer, de déplaire, du qu'en-dira-t-on ». Ce concept a été utilisé par Jean-Jacques Rousseau dans son traité d'éducation L'Émile et par Paul Nizan, dans son roman La Conspiration.

### Le respect et les nouvelles technologies
Lors d'une table ronde organisée en avril 2016, l'ESENESR, organisme rattaché au ministère de l'Éducation nationale donne des conseils sur la meilleure façon de s'exprimer sur les réseaux sociaux en rappelant la définition de la liberté d'expression. L'usage des réseaux sociaux par les usagers (élèves et enseignant) au sein de l'établissement scolaire doit respecter les grands principes du droit à l'image et l'utilisation des contenus numériques .
Le service à compétence nationale française, dénommé Agence du numérique, émet une plaquette accessible sur le réseau internet dénommée « On a tous des droits en ligne : Respect ! » qui indique particulièrement que « L'internet est un espace privilégié de liberté pour échanger, s’exprimer, créer, jouer, découvrir le monde... Mais ce n’est pas un espace de non-droits » et explique notamment les principes du droit à l'image, du respect de la vie privée et en informant également sur le harcèlement et la liberté d'expression.

## Aspect social

### Le respect humain

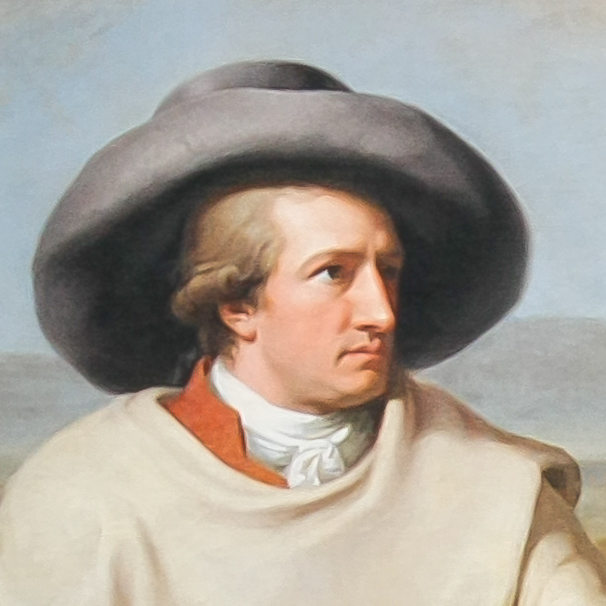
J.W. Goethe

Le respect humain se base sur ce que chaque individu doit ou devrait pouvoir éprouver à l'égard de n'importe lequel de ses semblables, comme dans le cadre de cette citation du romancier, poète et homme d'État allemand Johann Wolfgang von Goethe :
«  Le respect de nos semblables est la règle de notre conduite. »

#### Le salut
Au premier degré, le geste de saluer quelqu'un est un geste d’échange de respect. Au second degré, ce geste souligne la reconnaissance et la courtoisie, voire une certaine forme de fraternité ou d'obéissance, particulièrement dans un cadre militaire.
Le geste de saluer existe également dans le cadre religieux chrétien, soit dans le cadre du signe de croix ou celui de la bénédiction, mais aussi dans d'autres religions. Il existe également dans le cadre sportif, notamment dans le cadre de la boxe et des arts martiaux, au théâtre, à la fin d'une représentation et dans le milieu scout et représente pour chacun de ces groupes une forme de respect et de reconnaissance de l'autre, ami ou adversaire.

#### La politesse
Ce terme regroupe un ensemble de comportements sociaux entre les individus d'une même société visant à exprimer la reconnaissance d'autrui et consistant à s'exprimer et à agir dans le respect de l'autre. La politesse est généralement le reflet d'une bonne éducation. Le respect des autres et le respect de soi occupent une place essentielle de la politesse, à tel point, écrit Dominique Picard dans Politesse, savoir-vivre et relations sociales (que sais-je?, 2019, p. 7), "que, dans une forme métonymique, il la représente tout entière. En exigeant le respect, on revendique la politesse".

#### L'étiquette (bienséance)
L'étiquette, également dénommée sous le vocable de « bonnes manières » est l'indicateur du comportement en société. Le comportement qui consiste à dire bonjour quand on croise quelqu'un dans un espace clos, de dire merci lorsqu'une personne vous remet quelque chose ou qu'elle vous rend un service, ou d'être ponctuel à un rendez-vous font partie du respect de l'étiquette.
Sous l'Ancien Régime, notamment sous le règne des Bourbons, la vie des courtisans à la Cour royale de France est organisée par des règlements qui assignaient à chacun sa place, ses droits, mais aussi ses fonctions étaient également définies sous le terme « d'étiquette ».

#### La tolérance
Sensiblement différente de la notion de respect, la tolérance est une attitude consistant à admettre chez toute autre personne une manière de penser ou d'agir différente de celle qu'on adopte soi-même. Il s'agit en fait de respecter la liberté d'autrui en matière d'opinions, de croyances ou de règles de vie. L'indulgence est aussi une forme de tolérance.

### Le respect de l'orthographe

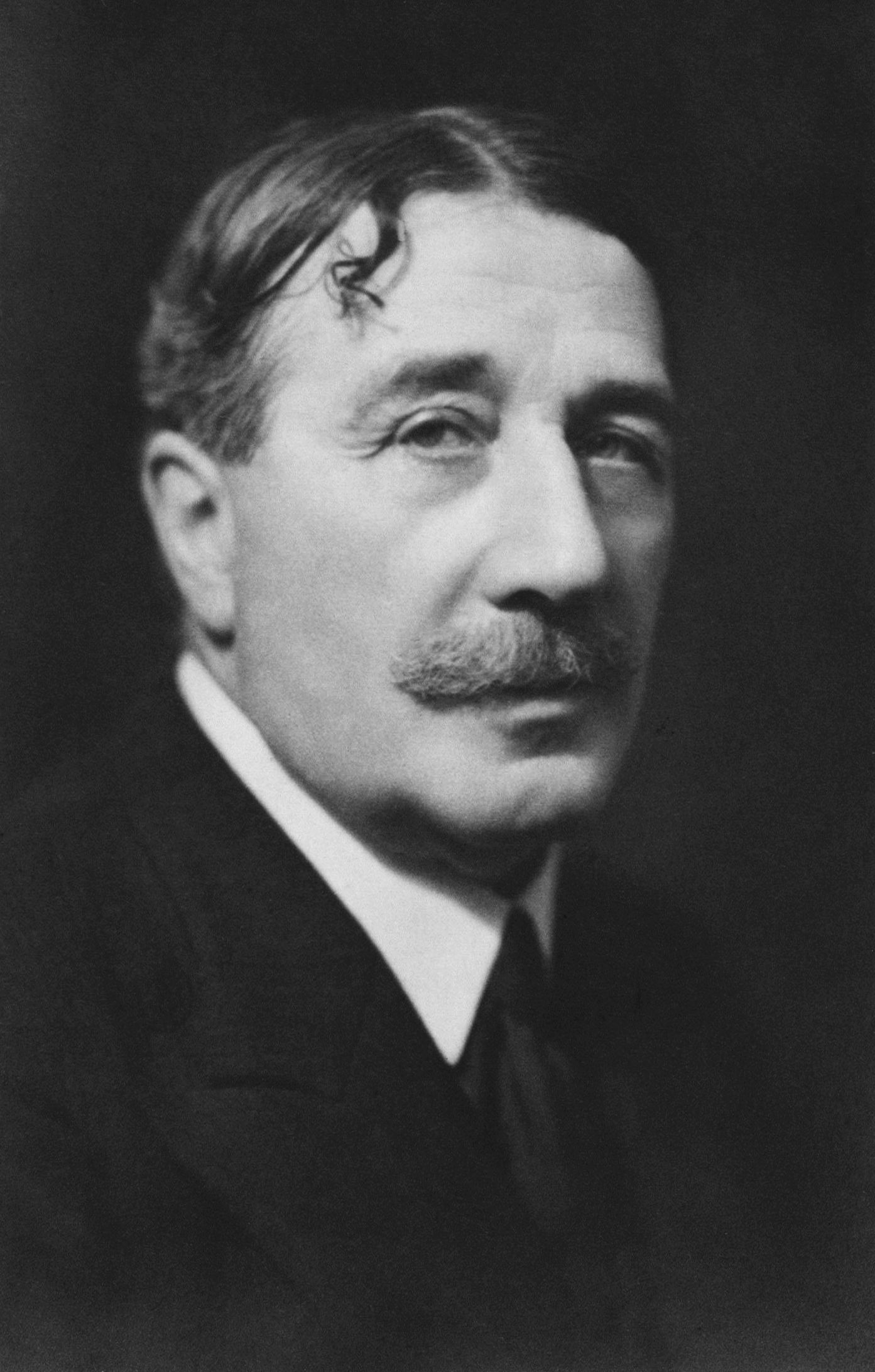
Alain

Selon le philosophe français Émile-Auguste Chartier, plus connu sous le pseudonyme d'Alain, « L'orthographe est de respect ; c'est une sorte de politesse ».
Le professeur de lettres Julien Soulié, interrogé par un journaliste du quotidien français Le Figaro à l'occasion de la réforme de l'orthographe, déclare : « l'orthographe est aussi un code social. Bien écrire à quelqu'un, c'est le respecter et faire acte de bonne manière ».

### Le respect des animaux
La notion de bien-être animal concerne l'amélioration de la condition animale, allant dans le sens d'un respect de l'être humain vis-à-vis des animaux à l'instar du respect de l'être humain vis-à-vis de ses semblables.
En France, de nombreux sites de défenseurs des animaux publient en ligne la déclaration universelle des droits de l’animal, proclamée solennellement le 15 octobre 1978 à la Maison de l'Unesco à Paris. L'article 2 de ce texte institue que « Toute vie animale a droit au respect. »

### Le respect des morts et les rites funéraires
Très tôt, dès l'époque préhistorique, les humains ont pratiqué des rites funéraires, correspondant à un ensemble de gestes, de comportements et de paroles et dans certains pays de danses et de chants, accompagnant le décès d'un être humain afin de lui rendre hommage. Cette pratique entraîne des attitudes de respect envers le défunt, mais aussi envers les sites funéraires que sont les cimetières.
Ce respect des morts est également lié au devoir de mémoire qui désigne l'obligation morale de se souvenir d'un événement tragique et de ses victimes, afin de faire en sorte que cet événement de nature historique ne se reproduise pas. Le Porajmos, la Shoah, les commémorations liées aux victimes de guerre, d'actes de répressions totalitaires, de génocides, d'attentats et de catastrophes naturelles ou technologiques, ainsi que la traite négrière font partie de ce devoir de mémoire envers les morts et entraînent directement le respect des monuments qui y sont liés.

## Aspect religieux

### Dans la religion chrétienne
- Respect de la Création

Pour les chrétiens, le respect de la Création fait l'objet d'une attention particulière. Il donne lieu, pour les catholiques et les orthodoxes, à une journée mondiale de prière pour la sauvegarde de la Création le 1er septembre. Elle implique également la préservation de l'environnement humain, avec ce que cela implique tant sur le plan environnemental, que social et économique.
- Respect humain

Dans le cadre de la religion catholique, la notion de respect humain correspond au souci de l'opinion d'autrui et du « qu'en-dira-t-on », lorsque ceux-ci vont contre la religion. De l'autre côté du miroir, se trouve la « vaine gloire », également assimilée au péché d'orgueil.

### Dans les autres religions
De nombreuses sourates du Coran, livre saint de l'Islam, évoquent le respect, notamment à l'égard de Dieu et du fait religieux (y compris dans les autres religions), mais aussi à l'égard des parents
La pratique de la religion bouddhiste met très souvent en avant le respect de l'autre aux travers de règles de tolérance.

## Aspect légal

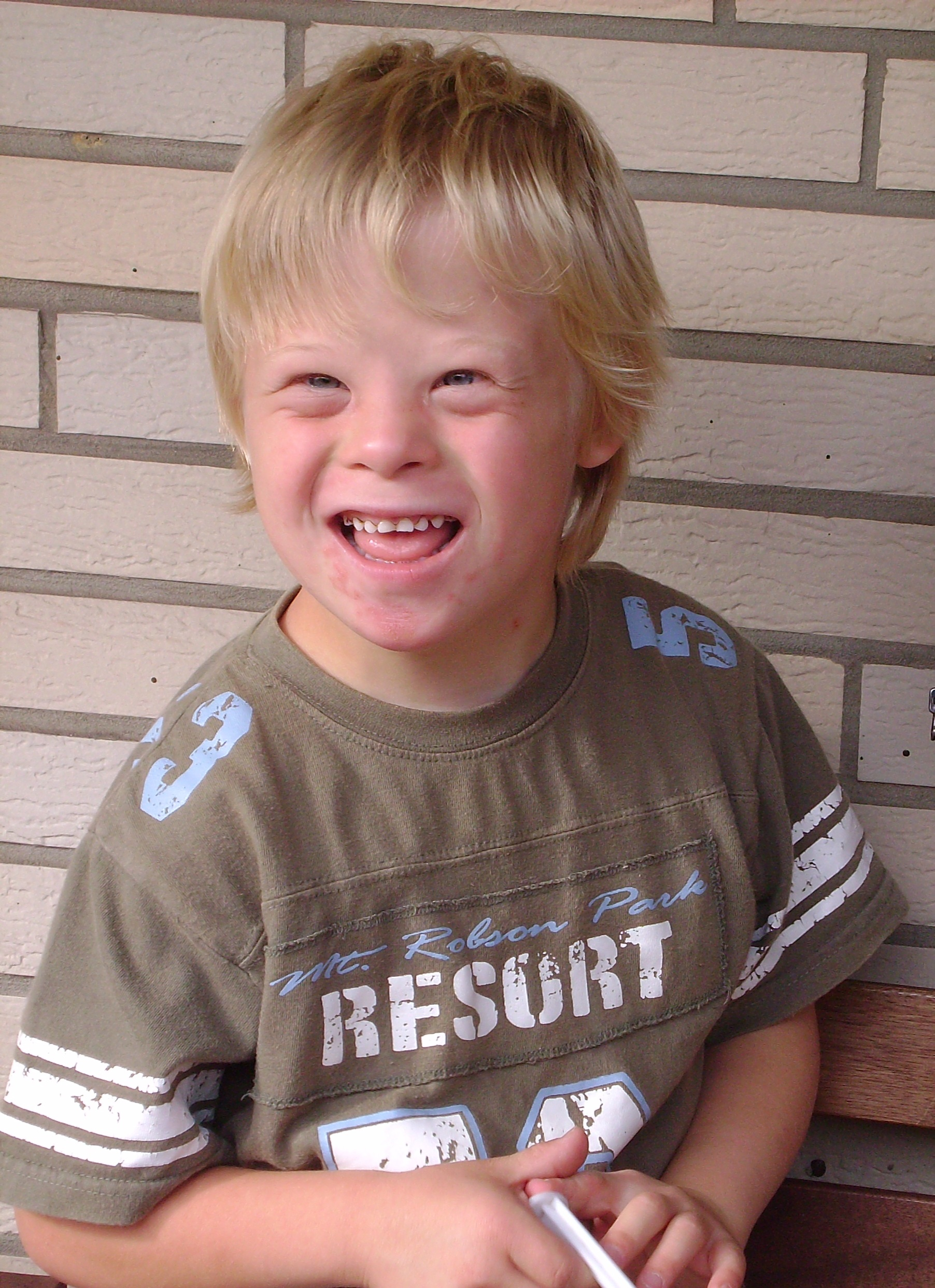
La notion de respect de la dignité humaine concerne également le droit des minorités et les personnes porteuses de handicap, fragiles par nature (ici un enfant porteur d'une trisomie 21)

### Respect de la dignité humaine
En France, le respect de la dignité humaine a été érigé en principe à valeur constitutionnelle par la décision du Conseil constitutionnel du 27 juillet 1994.

### Respect de la vie privée
La Déclaration universelle de 1948 énonce les droits de l'individu et, parmi ceux-ci, le droit à la protection de la vie privée que répète le droit français.

La principale disposition relative à la vie privée en droit civil français est l'article 9 du Code civil français, issu de la loi du 17 juillet 1970 qui prévoit que :

« Chacun a droit au respect de sa vie privée. Les juges peuvent, sans préjudice de la réparation du dommage subi, prescrire toutes mesures, telles que séquestre, saisie et autres, propres à empêcher ou faire cesser une atteinte à l’intimité de la vie privée : ces mesures peuvent, s’il y a urgence, être ordonnées en référé. »

En outre, l’article 226-1 du Code pénal punit « d'un an d'emprisonnement et de 45 000 euros d'amende le fait, au moyen d'un procédé quelconque, volontairement de porter atteinte à l'intimité de la vie privée d'autrui. »

### Respect des minorités
Cette forme de respect repose sur le principe du droit individuel pour chaque personne et du droit collectif des minorités. Les droits des minorités sont intégrés au droit international des droits de l'homme. Tout comme le droit de l'enfant, les droits des femmes et les droits des réfugiés de toutes origines.
Toute personne relevant également de la communauté LGBT ou d'un handicap, désavantagée ou exclue, doit bénéficier du principe de l'égalité et être protégée de la persécution.
Le principe de « dignité »
En France, l'arrêt du Conseil d'État du 27 octobre 1995, dans l'affaire de « lancer de nains » de Morsang-sur-Orge, est célèbre pour avoir inclus la notion de « dignité humaine » en tant que composante de l'ordre public.

### Respect de l'environnement
La protection de l'environnement et l'éthique environnementale correspondent aux règles à mettre en place pour limiter ou supprimer l'impact négatif des activités de l'Homme sur son environnement. Il existe, en France, depuis peu, un droit lié au respect de l'environnement.
Historiquement, des initiatives telles que la loi sur les Parcs nationaux de 1960 puis de la loi sur l'eau de 1964, la Loi littoral de 1975, puis de 1983, ont constitué des avancées marquantes de la reconnaissance pour l'environnement en France.

### Respect des symboles nationaux
France

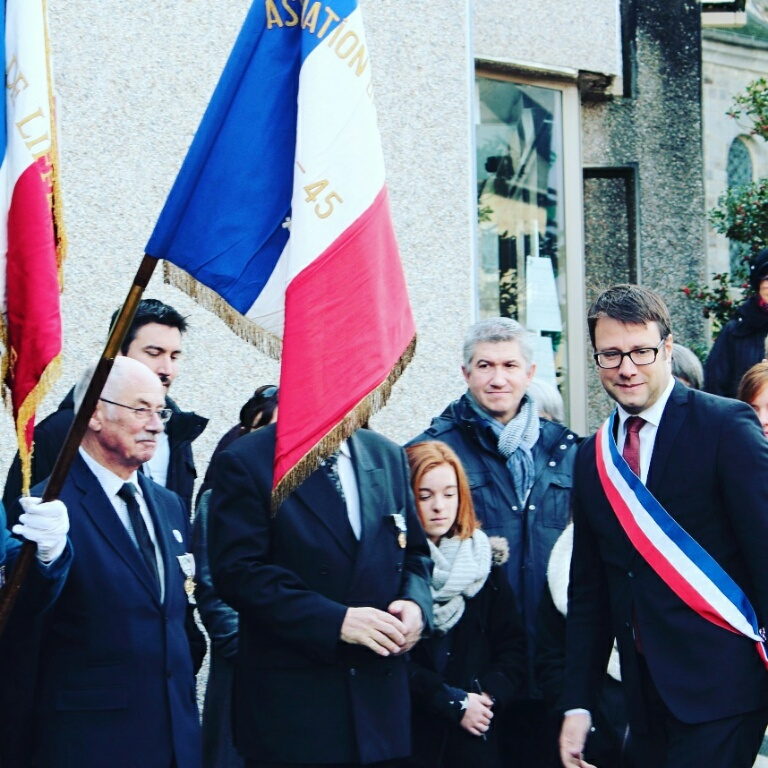
Principal emblème utilisé lors de commémorations officielles en France, le drapeau tricolore est protégé de l'outrage par des textes légaux.

En France, de nombreux textes légaux obligent toute personne à respecter ce qu'on dénomme les symboles nationaux, tels que l'hymne national et le drapeau tricolore.
Le décret n° 2010-835 du 21 juillet 2010 relatif à « l'incrimination de l'outrage au drapeau tricolore » est puni de l'amende prévue pour les contraventions de la 5e classe .
Selon le code pénal (Loi n°2003-239 du 18 mars 2003), « Le fait, au cours d'une manifestation organisée ou réglementée par les autorités publiques, d'outrager publiquement l'hymne national ou le drapeau tricolore est puni de 7 500 euros d'amende ». En outre, lorsque cet outrage est commis en réunion, celui-ci peut être puni de six mois d'emprisonnement, s'ajoutant à l'amende déjà prévue.
Suisse
En Suisse, le code pénal punit de l'emprisonnement ou d'une amende « celui qui, par malveillance, aura enlevé, dégradé, ou aura par des actes outragé un emblème suisse de souveraineté arboré par une autorité, notamment les armes ou le drapeau de la Confédération ou d'un canton ».
États-Unis
Aux États-Unis, au nom du droit à la liberté d’expression, il n'y a aucune peine prévue en cas de profanation de la bannière étoilée.

### Respect des fonds (archivistique)
Il s'agit d'un des principes fondamentaux de l'archivistique qui conjugue le respect de provenance d'un fonds d'archives avec le classement cohérent des documents qui le composent.

### Respect du contradictoire (principe de droit)
Le principe du respect du contradictoire est un principe de droit existant dans toute procédure, qu'elle soit civile, administrative, pénale ou disciplinaire, et qui signifie que chacune des parties a été mise en mesure de discuter l'énoncé des faits et les moyens juridiques que ses adversaires lui ont opposés. Celui-ci s'applique à tout moment de la procédure.
Dans le système juridique français, le principe de la contradiction est consacré par les articles 14 à 17 du code de procédure civile.

## Le respect dans les arts et la culture

### Dans la littérature
Deux titres littéraires évoquent ce mot dans leurs titres : « Le Respect des morts », une pièce de théâtre signée par l'écrivain ivoirien Amadou Koné, publiée en 1980, et « Minimum respect », un recueil de poèmes de Philippe Muray, publié en 2003.

### Dans la chanson

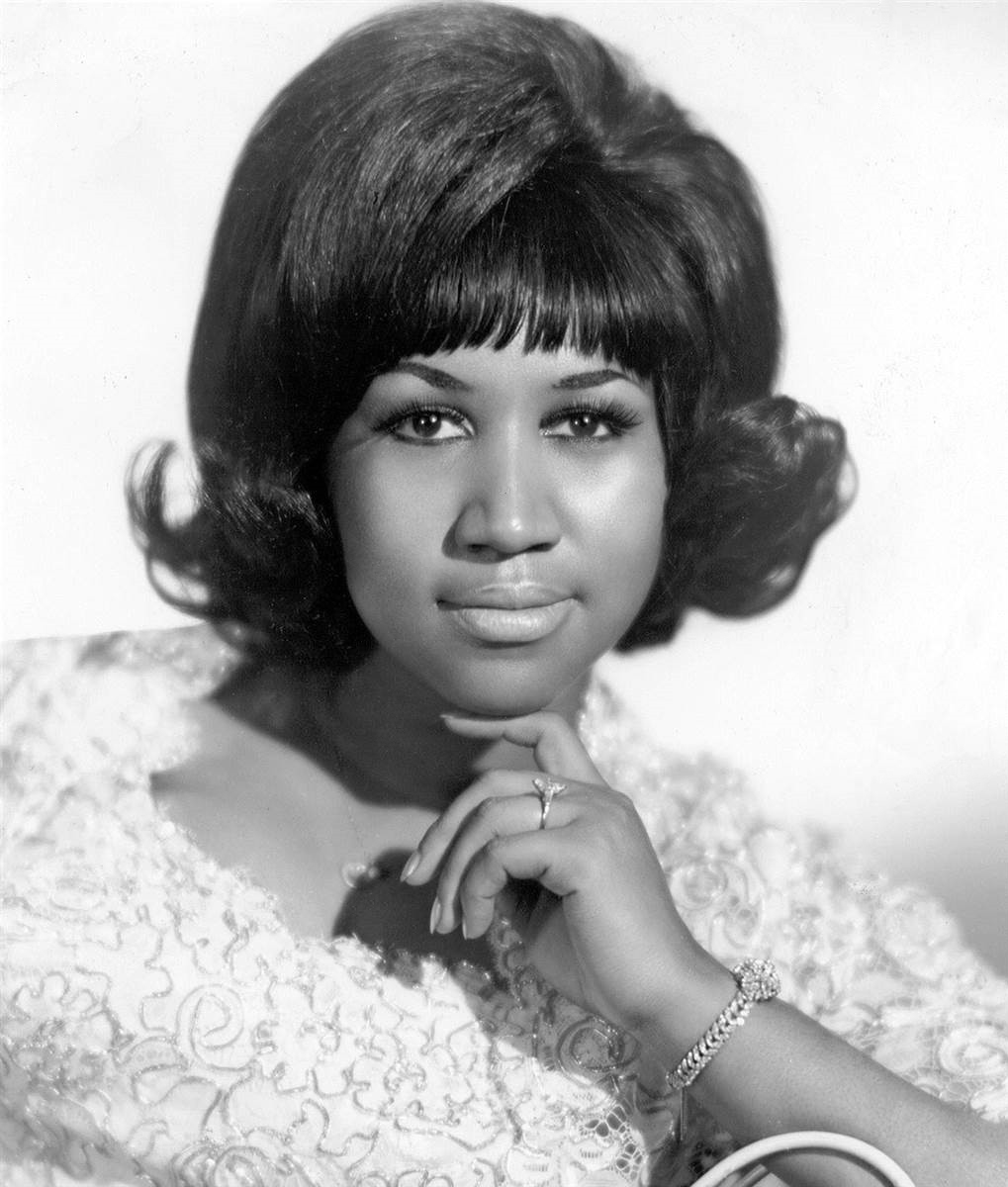
Aretha Franklin

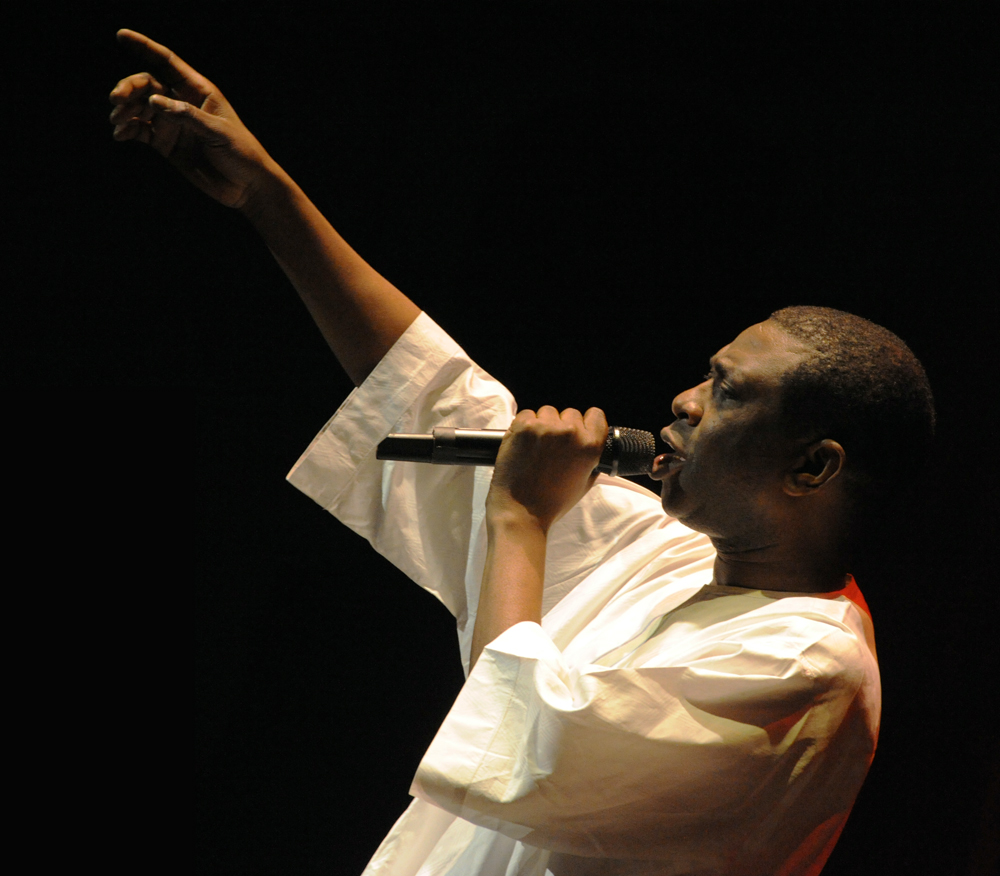
Youssou N'Dour

- Otis Redding et Aretha Franklin : « Respect », dans l'album Otis Blue (1965) pour Otis Redding et l'album  I Never Loved a Man the Way I Love You pour Aretha Franklin (1967).
- Johnny Hallyday : « Du respect » qui est une adaptation en français de la chanson précédente, distribuée dans le super 45 tours Cheveux longs et idées courtes, (1966).
- Hugues Aufray : « Les crayons de couleur » (adaptation de « What color is a man », de Marge Barton, 1966) dans l'album Adieu Monsieur le professeur (Barclay) (1968)
- The Staple Singers : « Respect Yourself » (1971)
- Alliance Ethnik : « Respect » dans l'album Simple et Funky (1995)
- Fonky Family : « Le respect se perd » dans l'album Si Dieu veut… (1998)
- Youssou N'Dour : « La ronde des écoliers du Monde » dans l'album homonyme (2001)
- Yves Duteil : « Respect » dans l'album Respect (2018)

Un groupe de rock canadien, originaire de Québec se dénomme « Les Respectables ».

### Au cinéma
- 1989 : Sauf votre respect (titre original Try This One for Size) est un film britannique réalisé par Guy Hamilton.
- 2005 : Sauf le respect que je vous dois, film français réalisé par Fabienne Godet avec Olivier Gourmet, Dominique Blanc et Julie Depardieu qui narre les aventures d'un cadre employé dans une petite imprimerie gérée par un directeur tyrannique.
- 2016 : Moi, Daniel Blake, film franco-britannique de Ken Loach qui évoque l'histoire d'un homme de 59 ans souffrant de graves problèmes cardiaques, et une mère célibataire de deux enfants qui sont malmenés par les services sociaux et qui essaient de s'entraider.

### Dans d'autres domaines
Respect Magazine ou Respect mag est un magazine périodique trimestriel gratuit diffusé à 100 000 exemplaires. Il existe également un parti politique : le Parti du respect, fondé en 2004 en Angleterre et au Pays de Galles.
Respect Zone est une organisation non gouvernementale française fondée en 2014, spécialisée dans la lutte contre les cyber-violences, le harcèlement et les discriminations.